# Движение за независимость Кореи
Движение за независимость Кореи — военно-дипломатическая кампания по достижению Кореи своей независимости от Японской империи. После японской аннексии Кореи в 1910 году, местное сопротивление в Корее достигло наивысшей точки в «Движении 1 марта» в 1919 году, которое было подавлено, а корейские лидеры были вынуждены бежать в Китай. В Китае, активисты независимости Кореи установили связи с китайским националистическим правительством, которое поддерживало корейское правительство в изгнании (ВПК). В это же время, Корейская Армия Освобождения, которая управлялась Китайским национальным военным советом, а потом и ВПК, вели атаки против Японии.
После прорыва Тихоокеанского театра боевых действий, у Китая появились союзники в борьбе против Японии. Китай попытался использовать своё влияние для того, чтобы союзники признали Временное правительство Кореи. Однако, США скептически отнеслись к корейской сплочённости в борьбе за независимость, предпочитая для Корейского полуострова международную резолюцию по опеке. Хотя Китай и достиг соглашений с союзниками о «возможной» независимости Кореи в Каирской декларации 1943 года, всё-таки остались разногласия и неоднозначности по поводу послевоенного правительства Кореи. Но Советско-японская война де факто привела к разделению Кореи на советскую и американскую зоны, что, впоследствии, привело к Корейской войне.
День капитуляции Японии сейчас является ежегодным праздником «Кванбокчоль» (буквально — «день возвращения света») в Южной Корее и «Чхогукхэпанги-наль» («день освобождения Отечества») в КНДР. Пионер военного освобождения Кореи , генерал Хон Бом До  организовал из охотников отряд партизан — «воинов за правое дело» (Ыйбён). Стал видным организатором «Армии независимости» («Тоннипкун»), действовавшей с 1919 в Маньчжурии против японских колонизаторов. В 1920 году нанёс им крупное поражение в районе Поноголь.
Его силы сопротивления, названные Праведной армией 1907 года, стали позже частью Корейской армии освобождения.
Праведная армия провела ряд сражений против японских гарнизонов вокруг района Пукчхон. В 1920 году нанёс японцам крупное поражение в районе Поноголь.

## История

### До японской оккупации Кореи
Последняя независимая монархия Кореи — династия Чосон, просуществовала более 500 лет (1392—1910) в виде Королевства Чосон, а позднее как Корейская империя. Её международный статус и политика проводились преимущественно через осторожную дипломатию при тесных связях с Китаем, хотя взаимоотношения с другими международными субъектами также присутствовали. Эти тесные связи и полная приверженность к неоконфуцианству во внутренней и внешней политике, позволяли Корее удерживать контроль над внутренними делами и сохранять автономность во внешних взаимоотношениях, хотя по большей части здесь влияние оказывали правящие китайские династии. Эта политика была эффективной для поддержки Кореей независимости во внешних отношениях и внутренней автономии, несмотря на ряд региональных потрясений и огромного числа вторжений иноземцев, включая Имджинскую войну, первое и второе вторжение маньчжуров.
Однако, в конце XIX — в начале XX веков, с ростом западного империализма, в результате Промышленной революции и других международных тенденций, ослабление Китая также сделало Корею уязвимой от иностранных вмешательств и вторжений. Этот период (примерно с 1870 года вплоть до аннексии Кореи Японией в 1910 году) отмечен в Корее большими переворотами, всевозможными политическими интригами, неспособностью Королевства Чосон, а потом и Корейской империи, защитить себя от вмешательств во внутренние дела со стороны крупных держав таких, как Российская империя, Японская империя, Китайская империя, в меньшей степени Франция, Великобритания и США, а также от революций и восстаний и от прочих проблем того исторического периода. К концу первой Японо-китайской войны в 1895 году стало очевидным, что Китай не смог защитить свои международные интересы от противников, и попытки модернизировать вооружённые силы и социальные институты Китая были неудачными.
Среди прочего, «Симоносекский договор», по которому окончилась эта война, предусматривал, что Китай мог бы сохранить своё влияние над Кореей, признавая её полностью независимой и автономной, отменяя при этом систему выплаты дани, которая связывала Китай и Корею на протяжении многих веков. На практике, этот договор подразумевал передачу иностранного влияния над Кореей от Китая к Японии, чьи войска заняли свои позиции на Корейском полуострове ещё в ходе войны. Это способствовало усилению влияния Японской империи на Корею без официального вмешательства Китая. В 1905 году между Корейской (статус империи Корея получила в 1897 году, когда король Коджон решил избавить Корею от сюзеренства Китая и повысить суверенный статус Кореи на международной арене) и Японской империями был подписан «Японо-корейский договор о протекторате». В 1907 году подписан «Новый японо-корейский договор о сотрудничестве», который предусматривал, что корейская политика принудительно должна находиться под руководством японского генерал-резидента. В 1910 году, с подписанием «Договора о присоединении Кореи к Японии», Япония официально объявила об аннексии Кореи. К этому шагу Япония готовилась достаточно долгий период времени. Все эти договоры были заключены в принудительном порядке. Император Кореи Сунджон, даже находясь под давлением Японии, отказывался подписывать любой из этих договоров и считал их незаконными, а также необязательными для заключения, хотя он и не обладал реальной властью, чтобы противостоять японским агрессорам.
Оба договора: 1905 (также расширенный 1907) и 1910 годов (договор об аннексии) были аннулированы и признаны недействительными, когда в 1965 году был подписан «Базовый договор об отношениях между Японией и Кореей».

### Японское управление
Японское управление было крайне репрессивным, что порождало бесчисленное множество корейских движений сопротивления. К 1919 году эти движения приобрели общенациональный характер, одним из которых было «Движение 1 марта».
Японское управление было жёстким, но при этом в разное время менялся уровень репрессивности. Первоначально, это был крайне жёсткий период репрессий в первое десятилетие после аннексии. Японское управление в Корее заметно отличалось от других колоний. Этот период назывался «Амхукки» («политика сабель») — тёмный период для корейцев. Десятки тысяч корейцев были арестованы по политическим мотивам. Жёсткость японского управления способствовала росту поддержки движения за независимость Кореи. Многие корейцы покинули страну, некоторые из которых образовали общества в Маньчжурии, где занимались агитацией за независимость Кореи. Некоторые уехали в Японию, где сформировали группы и также подпольно агитировали за независимость Кореи. В Японии также существовала видная группа корейских коммунистов, которая постоянно находилась в опасности из-за своей политической деятельности.
Частично, из-за корейского протеста против колониальной политики, последовал менее жёсткий период. Корейский принц женился на японской принцессе Насимото. Был отменён запрет на корейские газеты, а также были разрешены публикации «Чосон ильбо» и «Донъа ильбо». Корейские правительственные работники стали получать такие же зарплаты, что и японские чиновники. Хотя японские чиновники по-прежнему получали премии, в то время как корейские — нет. Были отменены телесные наказания только за незначительные провинности. Законы, затрагивающие погребение, забой скота, крестьянские рынки, традиционные обычаи, были отменены или изменены.
Принятие закона о соблюдении общественного порядка в 1925 году способствовало ограничению некоторых свобод. После вторжения в Китай и начало Второй мировой войны, японское управление стало снова крайне жёстким.

### Дипломатия во время Второй мировой войны
Хотя Японская империя вторглась и оккупировала Северо-Восточный Китай в 1931 году, Националистическое правительство Китая старалось избежать объявления войны Японии до тех пор, пока японские войска прямо не атаковали Пекин в 1937 году, тем самым начав вторую Японо-китайскую войну. После того, как США в 1941 году объявили войну Японии, Китай присоединился к союзникам во Второй мировой войне и старался влиять на них, чтобы поддерживать азиатский антиколониальный национализм, который включал в себя требование полной капитуляции Японии и немедленного освобождения Кореи.
Китай пытался продвинуть идею легитимизации Временного правительства Кореи (ВПК), которое было учреждено корейцами в Китае после подавления Движения 1 марта в Корее. Интересы ВПК идеологически совпадали с Китайским правительством того времени. Ким Гу — лидер и один из наиболее известных деятелей движения за независимость Кореи, согласился с предложением Чан Кайши принять «Три народных принципа» в обмен на финансовую помощь. В то же время, Китай поддерживал левого лидера за независимость Кореи Ким Вон Бона. Китай убедил обоих Кимов сформировать объединённую Корейскую Армию Освобождения (КАО). Согласно достигнутым договорённостям, КАО разрешалось действовать на территории Китая, что стало вспомогательным звеном для Национально-революционной армии до 1945 года. Китайский национальный военный совет также принял решение, что полная независимость Кореи — основа политики Китая в отношении Кореи, иными словами, правительство в Чунцине пыталось объединить враждующие корейские фракции.
Хотя Чан Кайши и такие корейские лидеры как Ли Сын Ман пытались повлиять на Госдеп США, чтобы поддержать корейскую независимость и признать ВПК, Дальневосточная дивизия была настроена скептически. Их аргумент был в том, что корейцы были политически обессилены за десятилетия японского правления и показали полное отсутствие единства, предпочитая в отношении Кореи решение в виде кондоминиума, которое вовлекло и СССР. Китай непреклонно противостоял советскому влиянию в Корее. На Каирской конференции Китай и США пришли к соглашению о независимости Кореи. Китай по-прежнему требовал поскорее признать правительство в изгнании и дату объявления независимости Кореи. После того, как ухудшились советско-американские отношения, Военное министерство США 10 августа 1945 года согласилось с тем, что Китаю следует высадить войска в Пусане, чтобы не дать советским войскам занять южную оконечность Корейского полуострова. Однако, это не спасло Корею от её разделения, так как в том же месяце Красная армия совершила Маньчжурскую наступательную операцию и освободила север Кореи.

## Идеологии и цели
Хотя существовало много разных движений против колониального правления, главной идеологий и целью было освобождение Кореи от японского военного и политического управления. Корейцы были озабочены иностранным господством и превращением Кореи в колонию Японии. Они хотели восстановить независимость Кореи, после того, как Япония вторглась в ослабленную и частично модернизированную Корею.
Во время деятельности движения за независимость Кореи остальной мир рассматривал корейское сопротивление как расовое антиимпериалистическое и антивоенное восстание, а также как антияпонское движение сопротивления. Однако, корейцы рассматривали своё движение как шаг к освобождению Кореи от японского военного управления.
Правительство Южной Кореи критикуется за то, что не признаёт корейских социалистов, которые боролись за независимость Кореи.

## Тактики
Не существовало общей идеологии или тактики среди Движения за независимость Кореи, но были периоды, когда определённая тактика или стратегия превалировала в освободительной борьбе. С 1905 по 1910 годы элита и некоторые учёные не принимали активного участия в освободительной борьбе Кореи. В этот период были предприняты военные и силовые попытки противостоять японским оккупантам, но в связи с тем, что борьба была плохо организованной, рассеянной и без лидера, она не смогла сломить японский контроль, а также многие борцы подверглись арестам со стороны Японии.
С 1910 по 1919 годы — период широкого распространения идей освободительной борьбы в образовательной системе Кореи. Это был период, при котором в школах появилось много корейских учебников по грамматике и фонетике. В начале этого времени существовала тенденция интеллектуального сопротивления японскому управлению. После «Движения 1 марта» 1919 года, антияпонское сопротивление приобрело открытый характер.
До 1945 года, университеты служили источником распространения среди корейских студентов идей освободительной борьбы, что подталкивало их к открытому антияпонскому сопротивлению. Также университеты становились убежищем для многих корейских студентов, боровшихся с японскими оккупантами. Такая система поддержки образовательных учреждений привела к улучшению их материально-технической базы.
С 1911 по 1937 годы Корея справлялась со всем остальным миром с экономическими проблемами, которые пришли со времён Великой депрессии после Первой мировой войны. Было очень много протестов трудящихся, которые внесли свою лепту в борьбе с японским колониальным управлением. В этот период было зафиксировано 159 061 забастовка рабочих из-за низких зарплат и 1 018, в которых приняло участие 68 686 крестьян, арендующих землю. В 1926 году резко увеличилось количество забастовок, а количество борцов Движения за независимость Кореи увеличилось за счёт большого числа протестующих рабочих.

## Типы движений
Среди Движения за независимость Кореи существовало 3 национально-освободительные группы:
1. религиозные группы, чьи участники были из конфуцианских и христианских сообществ Кореи;
2. бывшие военные и нерегулярные армейские группы;
3. интеллигенция и деловые круги, которые, находясь за пределами Кореи, сформировали теоретические и политические основы борьбы.

## Оценка в современной историографии и политике
В Южной Корее существуют серьёзные различия в оценке деятельности антияпонских патриотических сил в Корее. Если либеральные партии рассматривают их как предтечу легитимности современного корейского государства, то консервативные силы предпочитают отмежёвываться от них и отсчитывать независимость Кореи от «дня освобождения» в 1945 году.
В Северной Корее предпочитают выделять роль партизанских движений, игнорируя остальные.